# 2015-ös Copa América (döntő)
A 2015-ös Copa América döntőjét a santiagoi Estadio Nacionalban játszották 2015. július 4-én, helyi idő szerint 17.00-tól. A döntő egyik résztvevője a házigazda Chile, ellenfele pedig Argentína volt. A mérkőzést a rendes játékidőt és a hosszabbítást követően büntetőrúgásokkal Chile nyerte.
Chile története során először lett Copa América győztes, illetve részvételi jogot szerzett a 2017-es konföderációs kupára.

## Történelmi háttér
Chile hetedik alkalommal volt rendezője a Copa Américanak. Harmadik döntőjükre készülhettek, előtte soha nem nyerték meg a Copat; utoljára 1987-ben döntőztek, ekkor Uruguay-tól szenvedtek vereséget. Argentína legutoljára 2007-ben szerepelt a fináléban, de kikapott Brazíliától. Utolsó győzelmüket 1993-ban érték el.
A Copa América történetében (beleértve: 1916-tól 1967-ig, amikor Campeonato Sudamericano-nak hívták a sorozatot és körmérkőzéses rendszerben dőlt el a kupa sorsa) huszonhetedik döntőjükre készülhettek az argentinok.

## Út a döntőig
Az eredmények az adott csapat szempontjából szerepelnek.
| Csapat  | M | Gy | D | V | G+ | G– | Gk | P |
| ------- | - | -- | - | - | -- | -- | -- | - |
| Chile   | 3 | 2  | 1 | 0 | 10 | 3  | +7 | 7 |
| Bolívia | 3 | 1  | 1 | 1 | 3  | 7  | –4 | 4 |
| Ecuador | 3 | 1  | 0 | 2 | 4  | 6  | –2 | 3 |
| Mexikó  | 3 | 0  | 2 | 1 | 4  | 5  | –1 | 2 |

| Csapat    | M | Gy | D | V | G+ | G– | Gk | P |
| --------- | - | -- | - | - | -- | -- | -- | - |
| Argentína | 3 | 2  | 1 | 0 | 4  | 2  | +2 | 7 |
| Paraguay  | 3 | 1  | 2 | 0 | 4  | 3  | +1 | 5 |
| Uruguay   | 3 | 1  | 1 | 1 | 2  | 2  | 0  | 4 |
| Jamaica   | 3 | 0  | 0 | 3 | 0  | 3  | –3 | 0 |

## A mérkőzés

### Részletek
| 2015. július 4. 17:00 (20:00) (UTC−3) |

| Chile                            | 0–0 (h. u.)       | Argentína            |
| -------------------------------- | ----------------- | -------------------- |
|                                  | (0–0) Jegyzőkönyv |                      |
| Büntetőpárbaj                    |                   |                      |
| Fernández Vidal Aránguiz Sánchez | 4–1               | Messi Higuaín Banega |

| Estadio Nacional, Santiago Nézőszám: 45 693 Játékvezető: Wilmar Roldán (kolumbiai) |

| Chile | Argentína |

Használt rövidítések (magyar rövidítés – angol rövidítés – poszt):
| - KA – GK – kapus - V – DF – hátvéd - S – SW – söprögető - JV – RB – jobb oldali védő - KV – CB – középső védő - BV – LB – bal oldali védő - JSZV – RWB – jobb szélső védő - BSZV – LWB – bal szélső védő | - KP – MF – középpályás - VKP – DM – védekező középpályás - BKP – LM – bal oldali középpályás - KKP – CM – középső középpályás - JKP – RM – jobb oldali középpályás | - JSZ – RW – jobb szélső - BSZ – LW – bal szélső - TKP – AM – támadó középpályás | - CS – ST, FW – csatár - JCS – RF – jobb oldali csatár - KCS – CF – középső csatár - BCS – LF – bal oldali csatár |

| CHILE:               |    |                       |     |     |
|                      |    |                       |     |     |
| GK                   | 1  | Claudio Bravo (cs)    |     |     |
| CB                   | 5  | Francisco Silva       | 24' |     |
| CB                   | 21 | Marcelo Díaz          | 34' |     |
| CB                   | 17 | Gary Medel            | 44' |     |
| RM                   | 4  | Mauricio Isla         |     |     |
| CM                   | 20 | Charles Aránguiz      | 87' |     |
| CM                   | 8  | Arturo Vidal          |     |     |
| LM                   | 15 | Jean Beausejour       |     |     |
| AM                   | 10 | Jorge Valdivia        |     | 75' |
| CF                   | 11 | Eduardo Vargas        |     | 95' |
| CF                   | 7  | Alexis Sánchez        |     |     |
| Cserék:              |    |                       |     |     |
| GK                   | 12 | Paulo Garcés          |     |     |
| GK                   | 23 | Johnny Herrera        |     |     |
| DF                   | 2  | Eugenio Mena          |     |     |
| DF                   | 3  | Miiko Albornoz        |     |     |
| DF                   | 13 | José Rojas            |     |     |
| DF                   | 6  | José Pedro Fuenzalida |     |     |
| MF                   | 14 | Matías Fernández      |     | 75' |
| MF                   | 16 | David Pizarro         |     |     |
| MF                   | 19 | Felipe Gutiérrez      |     |     |
| FW                   | 9  | Mauricio Pinilla      |     |     |
| FW                   | 22 | Ángelo Henríquez      |     | 95' |
| Szövetségi kapitány: |    |                       |     |     |
| Jorge Sampaoli       |    |                       |     |     |

| ARGENTÍNA:           |    |                   |     |     |
|                      |    |                   |     |     |
| GK                   | 1  | Sergio Romero     |     |     |
| RB                   | 4  | Pablo Zabaleta    |     |     |
| CB                   | 15 | Martín Demichelis |     |     |
| CB                   | 17 | Nicolás Otamendi  |     |     |
| LB                   | 16 | Marcos Rojo       | 55' |     |
| RM                   | 6  | Lucas Biglia      |     |     |
| CM                   | 14 | Javier Mascherano | 56' |     |
| LM                   | 21 | Javier Pastore    |     | 81' |
| RW                   | 10 | Lionel Messi (cs) |     |     |
| CF                   | 11 | Sergio Agüero     |     | 74' |
| LW                   | 7  | Ángel Di María    |     | 29' |
| Cserék:              |    |                   |     |     |
| GK                   | 12 | Nahuel Guzmán     |     |     |
| GK                   | 23 | Agustín Marchesín |     |     |
| DF                   | 2  | Ezequiel Garay    |     |     |
| DF                   | 3  | Facundo Roncaglia |     |     |
| DF                   | 13 | Milton Casco      |     |     |
| MF                   | 5  | Fernando Gago     |     |     |
| MF                   | 8  | Roberto Pereyra   |     |     |
| MF                   | 19 | Éver Banega       | 91' | 81' |
| FW                   | 9  | Gonzalo Higuaín   |     | 74' |
| FW                   | 18 | Carlos Tévez      |     |     |
| FW                   | 20 | Erik Lamela       |     |     |
| FW                   | 22 | Ezequiel Lavezzi  |     | 29' |
| Szövetségi kapitány: |    |                   |     |     |
| Gerardo Martino      |    |                   |     |     |

| A mérkőzés játékosa: Arturo Vidal (Chile) Asszisztensek: Alexander Guzmán (brazil) Cristian De La Cruz (chilei) Negyedik számú játékvezető: José Argote (venezuelai) |

| A 2015-ös Copa América győztese |
| ------------------------------- |
| CHILE 1. cím                    |

### Statisztika
Összesen
| Statisztika        | Chile | Argentína |
| ------------------ | ----- | --------- |
| Gól                | 0     | 0         |
| Összes lövés       | 16    | 6         |
| Kapura tartó lövés | 9     | 4         |
| Labdabirtoklás     | 52%   | 48%       |
| Szöglet            | 4     | 7         |
| Szabálytalanság    | 29    | 21        |
| Les                | 4     | 3         |
| Sárga lap          | 0     | 0         |
| Piros lap          | 0     | 0         |